# Jan Opletal
Jan Opletal (ur. 1 stycznia 1915 w miejscowości Lhota nad Moravou, zm. 11 listopada 1939 w Pradze) – student medycyny na Wydziale Lekarskim Uniwersytetu Karola w Pradze. Zmarł w wyniku ran odniesionych w czasie patriotycznej demonstracji w czasie niemieckiej okupacji Czechosłowacji.

## Życiorys
Przyszedł na świat jako ósme dziecko Štěpána i Anny Opletalów. Uczęszczał do szkoły podstawowej w Nákle koło Ołomuńca. Potem uczył się w szkole średniej w Litovlu, gdzie zdał maturę w roku 1934. Szkoła ta nosi dziś jego imię. Początkowo zamierzał zapisać się do szkoły lotniczej w Prostějovie, jednak z powodu wady wzroku wybrał szkołę oficerską w Hranicach. W semestrze zimowym 1936/1937 zaczął studiować medycynę.
28 października 1939, w 21 rocznicę utworzenia niepodległej Czechosłowacji w okupowanej przez Niemców Pradze doszło do antynazistowskich manifestacji i niepokojów, w których wziął udział Opletal. Podczas tłumienia demonstracji na ulicy Žitnej został on postrzelony w brzuch. Został szybko zoperowany, jednak po 2 tygodniach, 11 listopada 1939 zmarł w wyniku zapalenia otrzewnej. W uroczystościach żałobnych ku czci Opletala dnia 15 listopada uczestniczyły tysiące czeskich studentów. Uroczystość zmieniła się w kolejną antynazistowską manifestację. W ramach represji niemiecki protektor Czech i Moraw Konstantin von Neurath nakazał zamknąć wszystkie czeskojęzyczne uniwersytety. Ponad dwa tysiące studentów wysłano do obozu koncentracyjnego w Sachsenhausen, dziewięciu studentów i członków organizacji studenckich zamordowano 17 listopada. Zwłoki Opletala zostały przewiezione do rodzinnego Nákla, w którym po wojnie wystawiono mu pomnik. W wielu czeskich miastach (w tym w Pradze) znaleźć można ulice Jana Opletala. W roku 1996 pośmiertnie uhonorowany Orderem Tomáša Garrigue Masaryka I klasy.